# Klemens Gniech

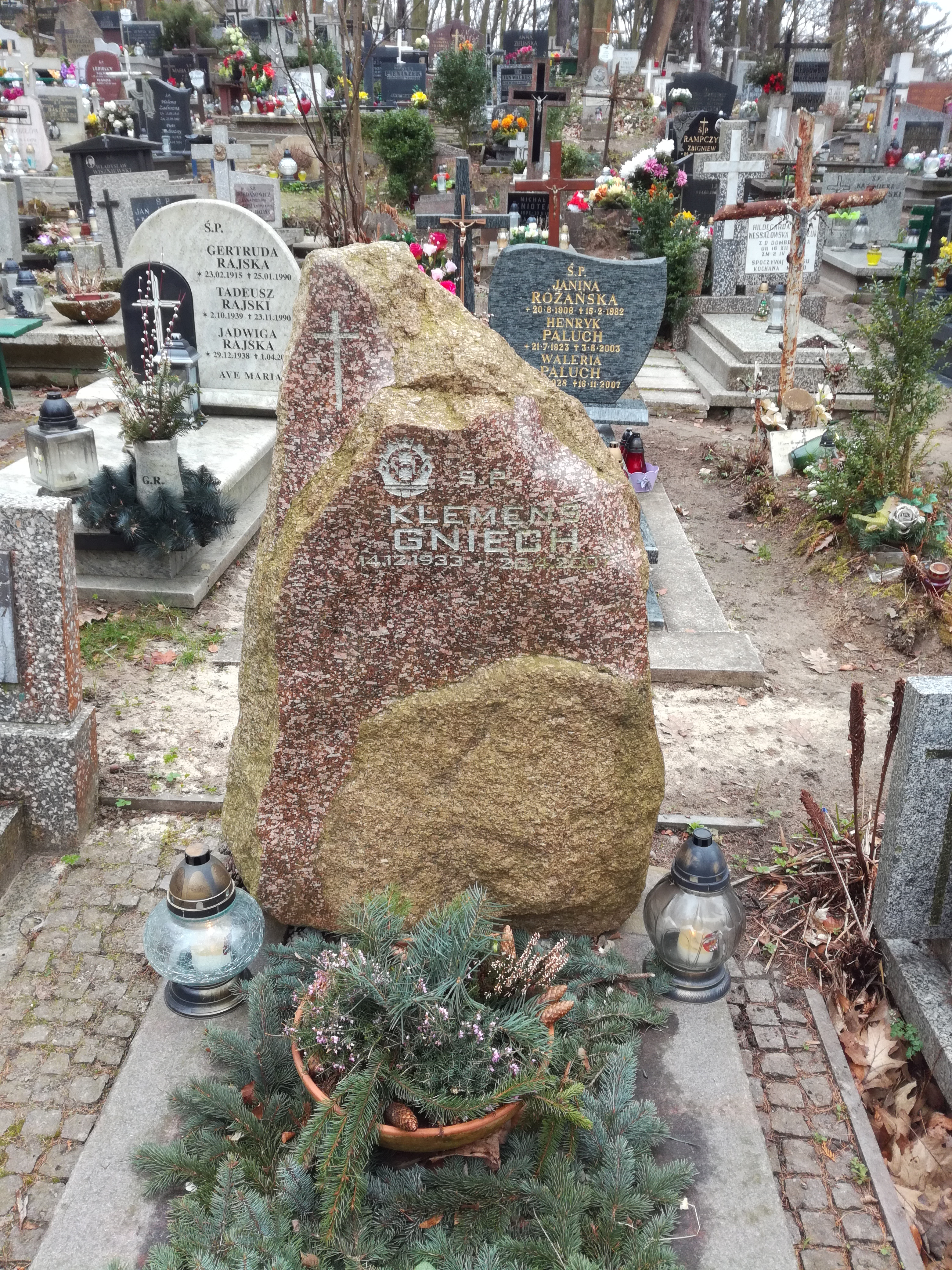
Grób Klemensa Gniecha na cmentarzu Srebrzysko w Gdańsku

Klemens Gniech (ur. 14 grudnia 1933 w Wejherowie, zm. 27 kwietnia 2007 w Monachium) – polski inżynier i stoczniowiec, w latach 1976–1981 dyrektor Stoczni Gdańskiej im. Lenina.

## Życiorys
Syn Pawła. Absolwent Technikum Budowy Okrętów w Gdańsku. W latach 1952–1958 studiował na Wydziale Budowy Okrętów Politechniki Gdańskiej. Od 1953 był członkiem prezydium Zarządu Uczelnianego Związku Młodzieży Polskiej na Politechnice Gdańskiej. W styczniu 1955 był delegatem na II Zjazd ZMP w Warszawie. Następnie wstąpił do Polskiej Zjednoczonej Partii Robotniczej.
Od 1958 pracował w Stoczni Gdańskiej. W kolejnych latach awansował na: kierownika oddziału blachowni wydziału obróbki kadłubów, zastępcę kierownika ds. postępu technicznego, kierownika wydziału montażu kadłubów. Podczas wydarzeń grudnia 1970 był jednym z działaczy komitetu strajkowego stoczni. 1 listopada 1971 został szefem produkcji kadłubów stoczni. W 1973  został powołany na głównego inżyniera i zastępcę dyrektora stoczni ds. technicznych. 20 kwietnia 1976 wybrany dyrektorem Stoczni Gdańskiej. Podczas strajków w sierpniu 1980 udostępniał protestującym stoczniowcom między innymi radiowęzeł i zakładowe drukarnie. Został odwołany ze stanowiska dyrektora dziesięć dni po wprowadzeniu stanu wojennego. Od 24 grudnia 1981 był zatrudniony na stanowisku głównego budowniczego stoczni. Został zwolniony 31 grudnia 1984.
W 1985 osiadł na stałe w RFN, gdzie pracował jako ekspert stoczniowy. W 2005, podczas procesu przed Sądem Okręgowym w Warszawie w sprawie masakry robotników w grudniu 1970, zeznał, iż był świadkiem rozmowy, podczas której Stanisław Kociołek wyraził zgodę na użycie broni. Pochowany został na gdańskim cmentarzu Srebrzysko. Podczas ceremonii żałobnej żegnali go stoczniowcy i działacze „Solidarności”. W mszy w katedrze oliwskiej uczestniczyli m.in. Lech Wałęsa oraz Tadeusz Fiszbach. Pochowany na Cmentarzu Srebrzysko w Gdańsku (rejon X, kwatera II, rząd 4).

## Ordery i odznaczenia
Odznaczony Srebrnym i Złotym Krzyżem Zasługi oraz Odznaką honorową „Zasłużony dla Kultury Polskiej” (pośmiertnie, 2014).